# Satz von der konstanten Sehne

Konstante Sehnenlänge:

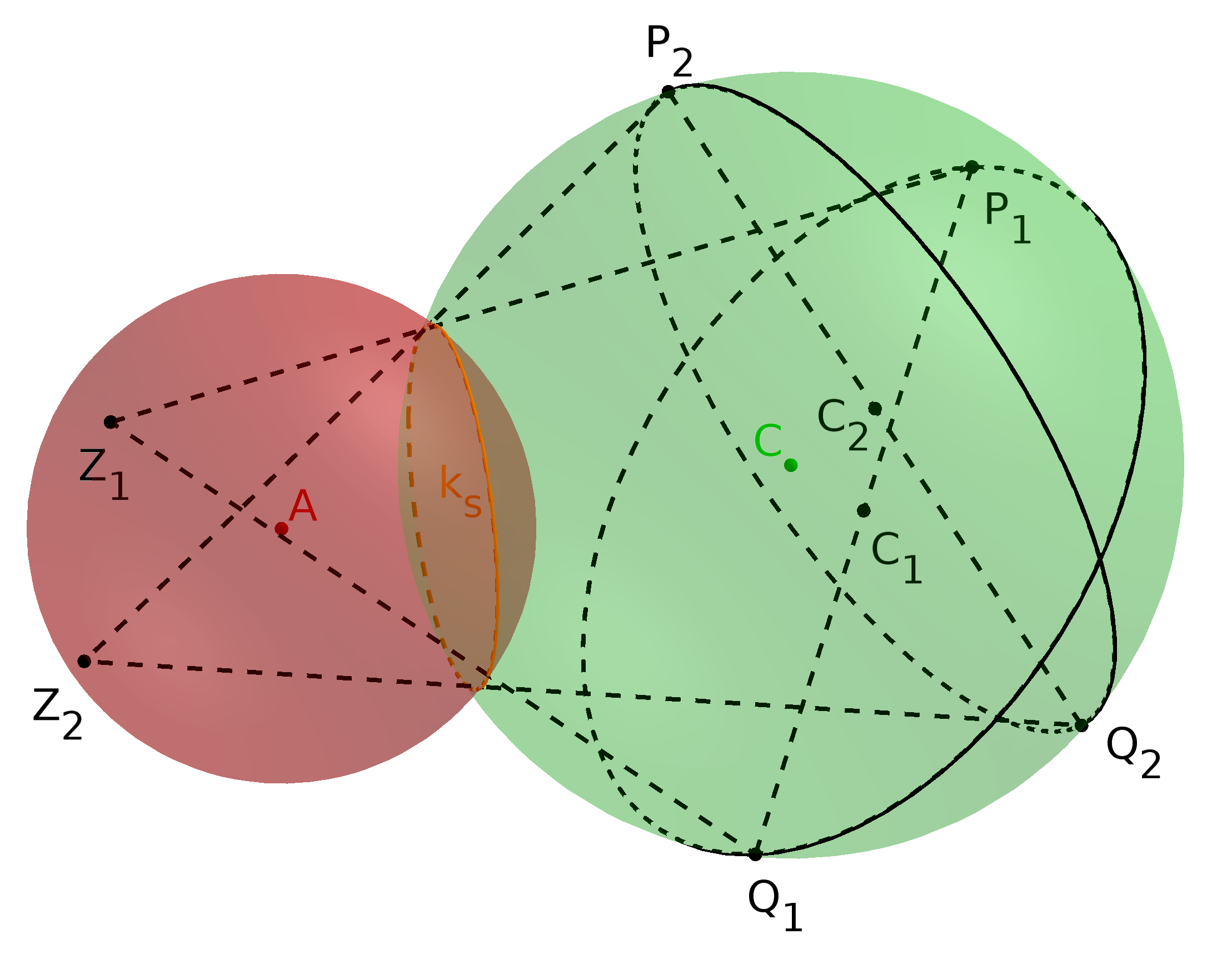
Konstante Durchmesser:

Der Satz von der konstanten Sehne ist eine Aussage der Elementargeometrie, die eine Eigenschaft einer bestimmten Sorte von Sehnen zweier sich schneidender Kreise beschreibt.
Die Kreise {\displaystyle k_{1}} und {\displaystyle k_{2}} schneiden sich in den Punkten {\displaystyle P} und {\displaystyle Q}, darüber hinaus ist {\displaystyle Z_{1}} ein beliebiger von  {\displaystyle P} und {\displaystyle Q} verschiedener Punkt auf {\displaystyle k_{1}}. Die Geraden {\displaystyle Z_{1}P} und  {\displaystyle Z_{1}Q} schneiden den Kreis {\displaystyle k_{2}} in {\displaystyle P_{1}} und {\displaystyle Q_{1}}. Der Satz von der konstanten Sehne besagt nun, dass die Länge der Sehne {\displaystyle P_{1}Q_{1}} des Kreises {\displaystyle k_{2}} nicht von der Wahl von {\displaystyle Z_{1}} abhängt, also konstant ist.
Der Satz bleibt auch gültig, wenn {\displaystyle Z_{1}} mit {\displaystyle P} oder {\displaystyle Q} übereinstimmt, insofern man dann die nicht definierte Gerade {\displaystyle Z_{1}P} oder {\displaystyle Z_{1}Q} durch die Tangente an {\displaystyle k_{1}} in {\displaystyle Z_{1}} ersetzt.
Es gilt auch ein analoger Satz im Dreidimensionalen für den Schnitt zweier Kugeln. Die Kugeln {\displaystyle k_{1}} und {\displaystyle k_{2}} besitzen den Schnittkreis {\displaystyle k_{s}} und {\displaystyle Z_{1}} ist ein beliebiger Punkt auf der Oberfläche der Kugel {\displaystyle k_{1}}, der nicht auf dem Schnittkreis {\displaystyle k_{s}} liegt. Die Verlängerung des von {\displaystyle k_{s}} und {\displaystyle Z_{1}} gebildeten Schiefkegels schneidet die Kugel {\displaystyle k_{2}} in einem Kreis, dessen Durchmesser eine konstante Länge besitzt, das heißt die Länge des Durchmessers hängt nicht von {\displaystyle Z_{1}} ab.
Nathan Altshiller-Court beschrieb den Satz von der konstanten Sehne 1925 in dem Artikel sur deux cercles secants für die belgische Mathematikzeitschrift Mathesis. Acht Jahre später publizierte er dann die dreidimensionale Variante unter dem Titel On Two Intersecting Spheres im American Mathematical Monthly. Später fand der Satz Eingang in mehrere Textbücher, zum Beispiel in Ross Honsbergers Mathematical Morsels und Roger Nelsens Proof Without Words II findet er sich als Aufgabe und in Mit harmonischen Verhältnissen zu Kegelschnitten von Halbeisen, Hungerbühler und Läuchli als Lehrsatz.